# Torbern Bergman
Torbern Olof Bergman (Katrineberg, 20 de março de 1735 — Medevi, 8 de julho de 1784) foi um químico sueco. Contribuiu para a física, astronomia, geologia e mineralogia, mas sobretudo para a química.

## Carreira
Bergman lecionou na Universidade de Uppsala sobre física e matemática, publicando artigos sobre o arco-íris, a aurora, os fenômenos piroelétricos da turmalina. Após a renúncia do célebre Johan Wallerius, Bergman foi candidato à cátedra de química e mineralogia. Seus concorrentes o acusaram de desconhecimento do assunto, pois nunca havia escrito sobre ele. Para refutá-los, ele se trancou por algum tempo em um laboratório e preparou um tratado sobre a fabricação de alúmen, que se tornou um trabalho padrão. Graças à influência de Gustav III, então príncipe herdeiro e chanceler da universidade, foi nomeado professor de química e permaneceu nessa posição pelo resto de sua vida.
Bergman contribuiu muito para o avanço da análise quantitativa e desenvolveu um esquema de classificação mineral baseado em características químicas e aparência. Ele é conhecido por suas pesquisas sobre a química dos metais, especialmente bismuto e níquel.
Em 1764, Bergman foi eleito membro da Real Academia Sueca de Ciências. Em abril de 1765 foi eleito membro da Royal Society of London. Em 1773 foi eleito membro da American Philosophical Society. Em março de 1782, foi eleito Associado Estrangeiro da Academia Francesa de Ciências.
Em 1771, seis anos depois de descobrir a água carbonatada e quatro anos depois de Joseph Priestley ter criado a água carbonatada artificialmente, Bergman aperfeiçoou um processo para fazer água carbonatada a partir do giz pela ação do ácido sulfúrico. Ele também é conhecido por seu patrocínio de Carl Wilhelm Scheele, que alguns consideram a "maior descoberta" de Bergman. A tradução para o inglês de seu livro Physical and Chemical Essays foi amplamente lida e considerada o primeiro método sistemático de análise química.

## Trabalhos

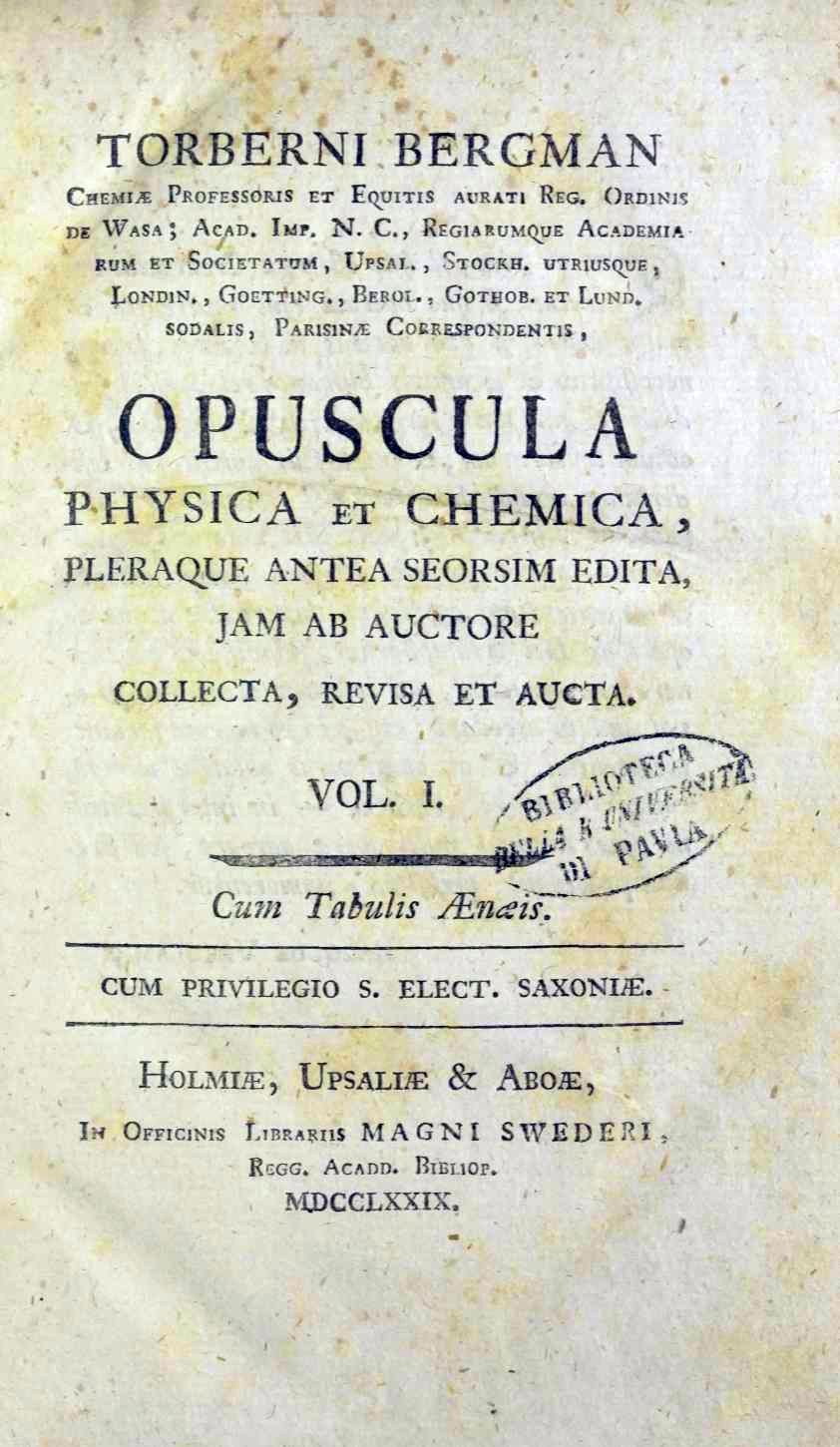
Opuscula physica et chemica, 1779

- Physick Beskrifning Ofver Jordklotet. [S.l.: s.n.] 1766
- Opuscula physica et chemica (em latim). 1. Estocolmo: Magnus Swederus. 1779
  - Opuscula physica et chemica (em latim). 2. Uppsala: John Edman. 1780
  - Opuscula physica et chemica (em latim). 3. Leipzig: Johann Gottfried Müller. 1786
  - Opuscula physica et chemica (em latim). 4. Leipzig: Johann Gottfried Müller. 1787
  - Opuscula physica et chemica (em latim). 5. Leipzig: Johann Gottfried Müller. 1788
- Bergman, Torbern (1775). A Dissertation on Elective Attractions. [S.l.: s.n.]
- Essays, Physical and Chemical. [S.l.: s.n.] 1779–1781
- Historiae chemiae medium seu obscurum aevum (em italiano). Firenze: Giuseppe Tofani. 1782
- Tekniska Museet